# Gymnothorax breedeni
Gymnothorax breedeni es una especie de pez de la familia de los morénidas en el orden de los Anguilliformes.

## Distribución geográfica
Se encuentra en el Índico y algunas zonas del Pacífico.